# Tinnsjön (Tveta socken, Småland)
Tinnsjön är en sjö i Hultsfreds kommun i Småland och ingår i Emåns huvudavrinningsområde. Sjön har en area på 0,124 kvadratkilometer och ligger 146,3 meter över havet. Sjön avvattnas av vattendraget Morån.

## Delavrinningsområde
Tinnsjön ingår i det delavrinningsområde (634674-149960) som SMHI kallar för Mynnar i Emån. Medelhöjden är 141 meter över havet och ytan är 26,52 kvadratkilometer. Det finns inga avrinningsområden uppströms utan avrinningsområdet är högsta punkten. Morån som avvattnar avrinningsområdet har biflödesordning 2, vilket innebär att vattnet flödar genom totalt 2 vattendrag innan det når havet efter 66 kilometer. Avrinningsområdet består mestadels av skog (91 %). Avrinningsområdet har 0,65 kvadratkilometer vattenytor vilket ger det en sjöprocent på 2,4 %.